# Mauricio de Font-Réaulx Rojas

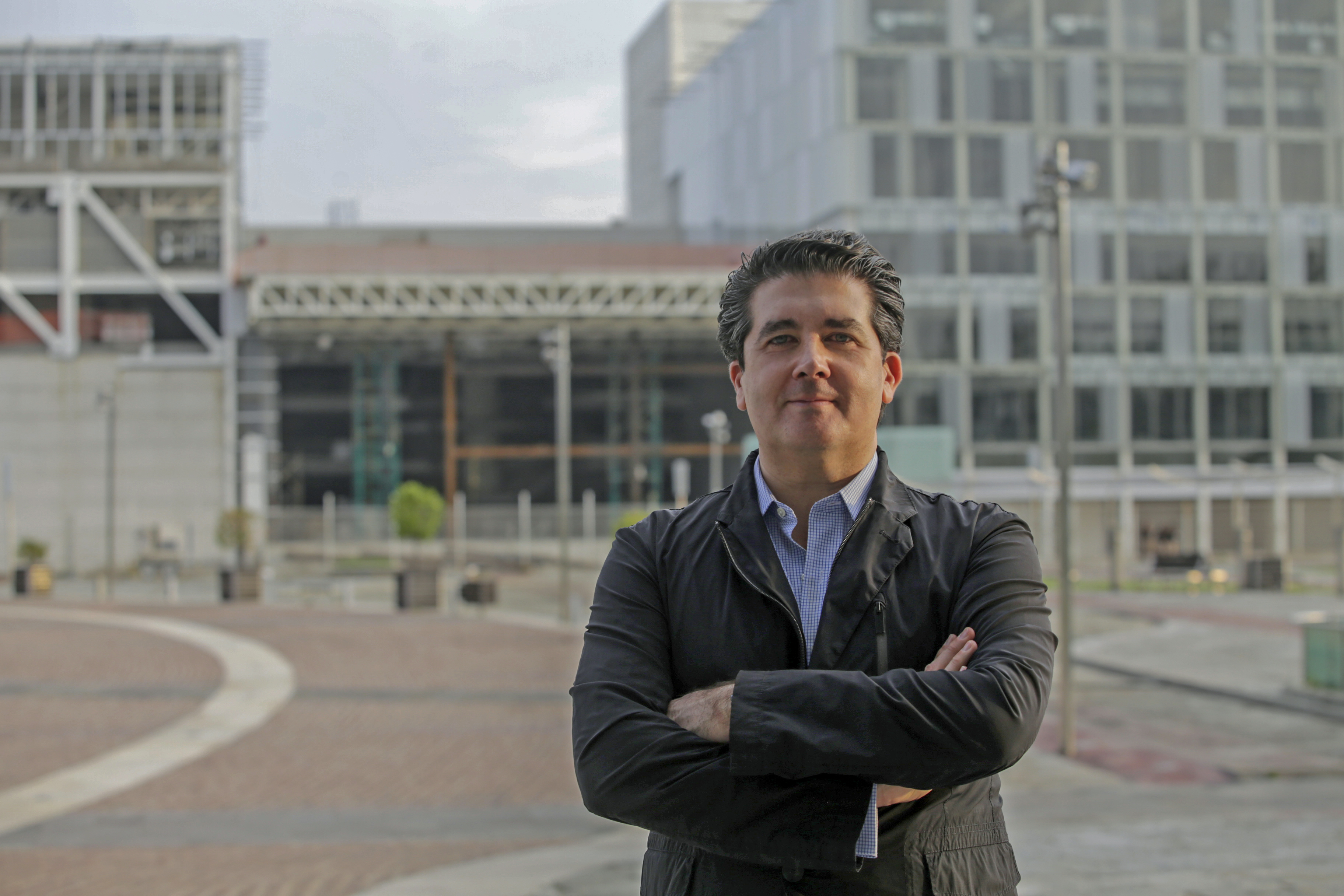
Mauricio de Font-Réaulx Rojas

Mauricio de Font-Réaulx Rojas, (Guadalajara, 1970) es arquitecto, desarrollador mexicano. Desde el 2001 es director general del Centro Cultural Universitario.
Finalista en el Premio de Arquitectura Alberto J. Pani (UNAM-Academia Nacional de Arquitectura), es miembro del Aspen Institute, fundador de Met Studio México y presidente de la fundación Nuuk Lab.

## Biografía
Arquitecto egresado en 1993 de la Universidad de Guadalajara, tesis: Espacio Cultural Universitario, que se convirtió en el hoy Centro Cultural Universitario que es una realidad en la ciudad de Guadalajara y un referente cultural de América. 
Organizador del Encuentro Nacional de Estudiantes de Arquitectura, colaboró en el Taller de Escultura de Federico Silva; finalista en el Premio de Arquitectura Alberto J. Pani (el premio Pani de arquitectura organizado por la Universidad Nacional Autónoma de México junto con la Academia Nacional de Arquitectura, el premio más importante del país que se otorga a los estudiantes).
En 1993 participa en el diseño del Recinto Ferial para Fiestas de Octubre en Guadalajara, en 1995 desarrolla un proyecto habitacional para 2000 casas de vivienda, premiado por el INFONAVIT; de 1997 al 2001 desarrolla proyecto de vivienda residencial para retirados norteamericanos en Ajijic, Jalisco.
De 2001 a 2002 dirigió Proyectos del H. Ayuntamiento de Guadalajara. En 2002 restauró la escultura Inmolación de Quetzalcóatl en Plaza Tapatía de Guadalajara, Jalisco.
Del 2002 a la fecha desarrolla Proyectos Estratégicos para diferentes Estados como, Baja California Norte, Baja California Sur, Sinaloa, Ciudad de México, Quintana Roo, Jalisco, Texas y California, apoyando en los distintos niveles de Gobierno, así como iniciativa privada contando con la Asesoría de los más sólidos equipos internacionales de Europa, América y Asia.
Desde 2002 es director general del Centro Cultural Universitario de la Universidad de Guadalajara, mismo que se desarrolla desde el 2001 cuando la Universidad de Guadalajara constituyó el Fideicomiso Maestro para el Centro Cultural Universitario, el cual está integrado por el Ayuntamiento de Zapopan y el Gobierno del Estado de Jalisco, también cuenta con la participación del Gobierno Federal e iniciativa privada. El Centro Cultural Universitario (CCU) tiene construido y operando el Auditorio Telmex, la Biblioteca Pública del Estado “Juan José Arreola”, la Plaza Bicentenario, el Instituto de Investigaciones y Servicios Transdisciplinarios (ITRANS), el Conjunto Santander de Artes Escénicas, la Cineteca FICG, el Taller del Chucho y se encuentra en construcción el Museo de Ciencias Ambientales en el que participa el MIT Media Lab y la ONU-Habitat. El CCU se encuentra dentro de un distrito certificado denominado Distrito Cultural Universitario de 173 hectáreas, que a su vez contempla áreas comerciales, vivienda, hoteles, parques, entre otros espacios.
En 2009 conceptualizó y Diseñó la Arquitectura del MIA (Museo Interactivo contra las Adicciones, Modular Inés Arredondo, el primer museo interactivo sobre las adicciones, las consecuencias y como prevenirlas), ubicado en Culiacán, Sinaloa, en colaboración con firmas internacionales de MET Studio y MASi. Museo más visitado de México y programa de salud preventiva más rentable de México. 
2015 crea la Fundación Nuuk Lab, que busca la transformación social y cultural integrando en cada proyecto colaboradores especializados en diferentes disciplinas y articulando la participación pública y privada en proyectos de solución de salud, vivienda y transporte aportando a mejorar la calidad de vida. Desde el mismo año es miembro del Aspen Institute, organización de la sociedad civil, que desarrolla actividades vinculadas a la educación, el liderazgo y las políticas públicas, a través de la promoción de diálogos abiertos, plurales y apartidistas, sobre asuntos y temas de importancia para la sociedad. 
Desarrolla diversos proyectos culturales, residenciales, comerciales, de oficinas y de usos mixtos, teniendo colaboraciones con MET Studio, Cesar Pelli, Snohetta, MASi, entre otros.